# Artur de Sousa Costa

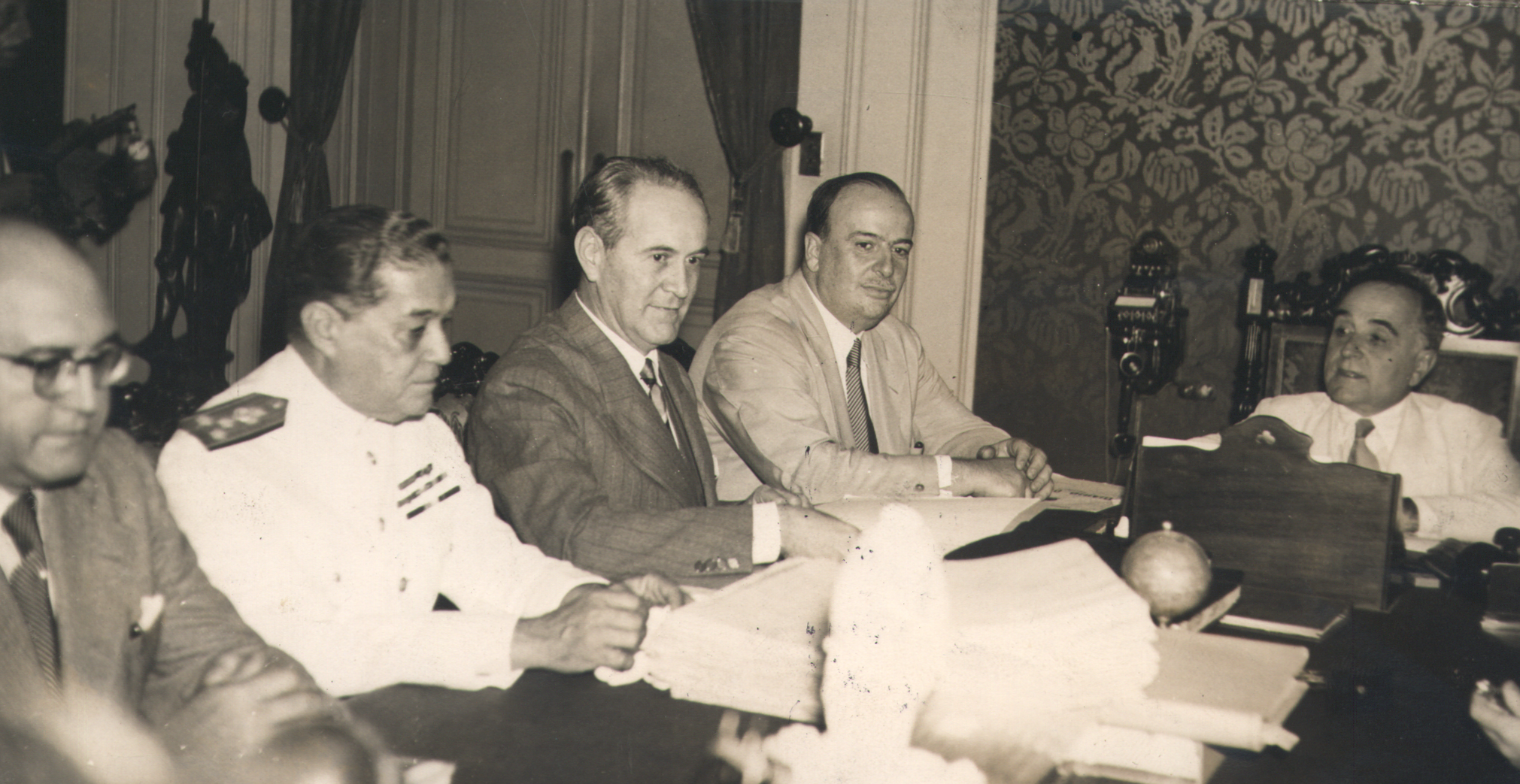
Da direita para a esquerda: o presidente Getúlio Vargas, os ministros Artur de Sousa Costa (Fazenda), Osvaldo Aranha (Relações Exteriores), Almirante Henrique Aristides Guilhem (Marinha) e Waldemar Falcão (Trabalho) durante reunião ministerial no Palácio do Catete, 1939. Arquivo Nacional.

Artur de Sousa Costa (Pelotas, 26 de maio de 1893 — Rio de Janeiro, 12 de abril de 1957) foi um político brasileiro.
Foi Ministro da Fazenda no governo de Getúlio Vargas, de 24 de julho de 1934 a 29 de outubro de 1945. Neste período assumiram o ministério interinamente: Orlando Bandeira Vilela, de 14 de junho a 9 de agosto de 1937, Romero Estelita Cavalcanti Pessoa, de 25 de janeiro de 1939 a 18 de março de 1941 e Paulo de Lira Tavares, de 23 de junho a 11 de agosto de 1944.

## Biografia
Ainda adolescente, Artur fez parte do Banco da Província, localizado no Rio Grande do Sul. Dedicado ao trabalho, passou por diversos cargos dentro da instituição financeira até chegar a posição de diretor. Até que, aos 38 anos, em 1931 foi nomeado ao cargo da presidência do Banco do Brasil e, logo após isso, ficou responsável por cuidar do Ministério da Fazenda.

## Carreira
Um dos seus marcos colaborativos enquanto esteve encarregado do Ministério da Fazenda foi designar mudanças na distribuição de renda da parte tributária, criando novos parâmetros que englobavam até mesmo os municípios. Com isso, para o governo federal foi lhe atribuído alguns impostos, como de consumo, importação — com exceção da gasolina — e todo tipo de renda que viesse do exterior. Já para o estado, outros tipos de impostos destinados, como os mercantis e até de profissionais. Além disso, foi extinto os impostos relacionados a taxa de viação e de transportes.
Ainda focado na necessidade de uma reforma nos impostos brasileiros, o político gaúcho decretou um Imposto Único, a fim de cobrar lubrificantes e combustíveis do sistema federal. Outro detalhe que não pode se passar despercebido foi uma fiscalização bem mais rigorosa para os impostos de renda e de selo importação.
Partindo para suas atuações administrativas enquanto Ministro da Fazenda, Artur foi responsável por registrar o início da construção do Palácio da Fazenda, localizado no Rio de Janeiro. Além disso, adquiriu um terreno para um edifício-sede a ser construído para receber algumas das repartições federais. Houve também um trabalho para mecanizar alguns serviços relacionados ao imposto de renda.